# Olešky
Olešky (in ucraino Олешки?) è posta sulla riva sinistra del fiume Dnepr. Olešky è una città dell'Ucraina (24 124 abitanti) situata nel distretto di Cherson, nell'Oblast' di Cherson.  Ospita l'amministrazione della comunità territoriale di Olešky una delle comunità territoriali dell'Ucraina.
Fino al 18 luglio 2020 Olešky è stata il centro amministrativo del distretto di Olešky, abolito come parte della riforma amministrativa dell'Ucraina, che ha ridotto a cinque il numero dei distretti dell'oblast' di Cherson. L'area del distretto di Olešky è stata fusa nel distretto di Cherson.
È la città più antica della regione e una delle più antiche dell'Ucraina meridionale.
Olešky dal al 1928 al 2016 si è chiamata Cjurupyns'k (in ucraino Цюрупинськ?, in russo Цюрупинск?, Cjurupinsk), in onore di Aleksandr Dmitrievič Cjurupa.
Il 24 febbraio 2022 Olešky è stata occupata dall'esercito russo durante l'invasione russa dell'Ucraina.

## Geografia
Il fiume Konka attraversa la città prima di finire nel Dnipro. Le sabbie di Olešky si trovano in prossimità della città.

## Galleria d'immagini

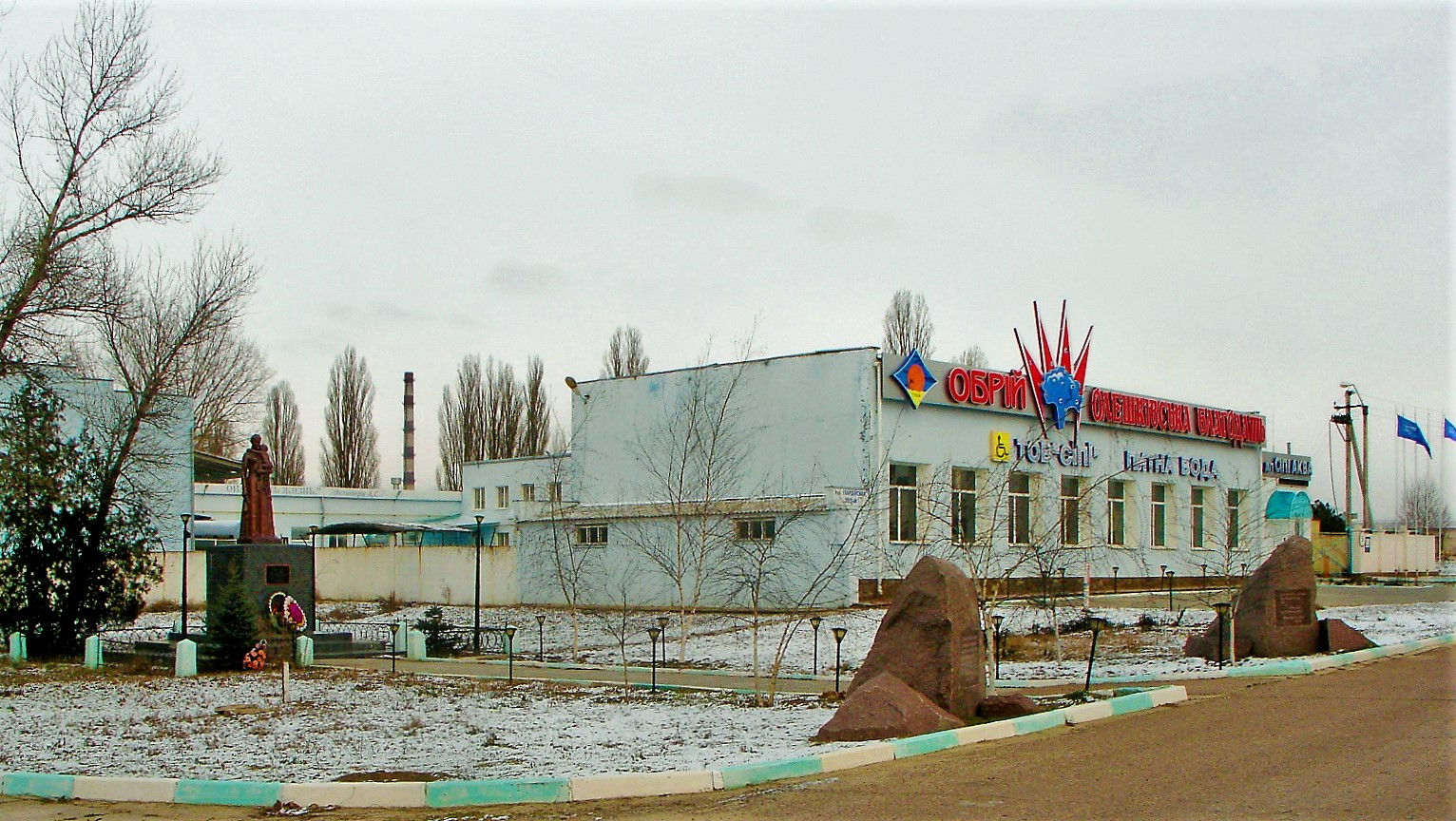
Impianto d'acqua minerale
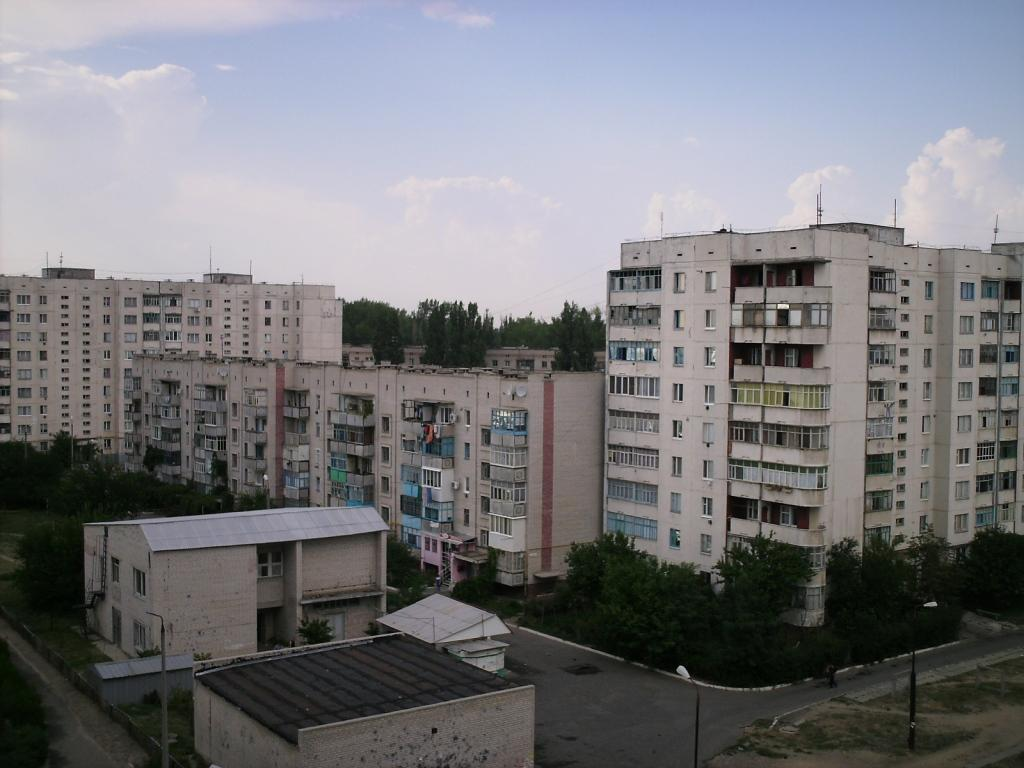
Quartiere residenziale ad Olešky
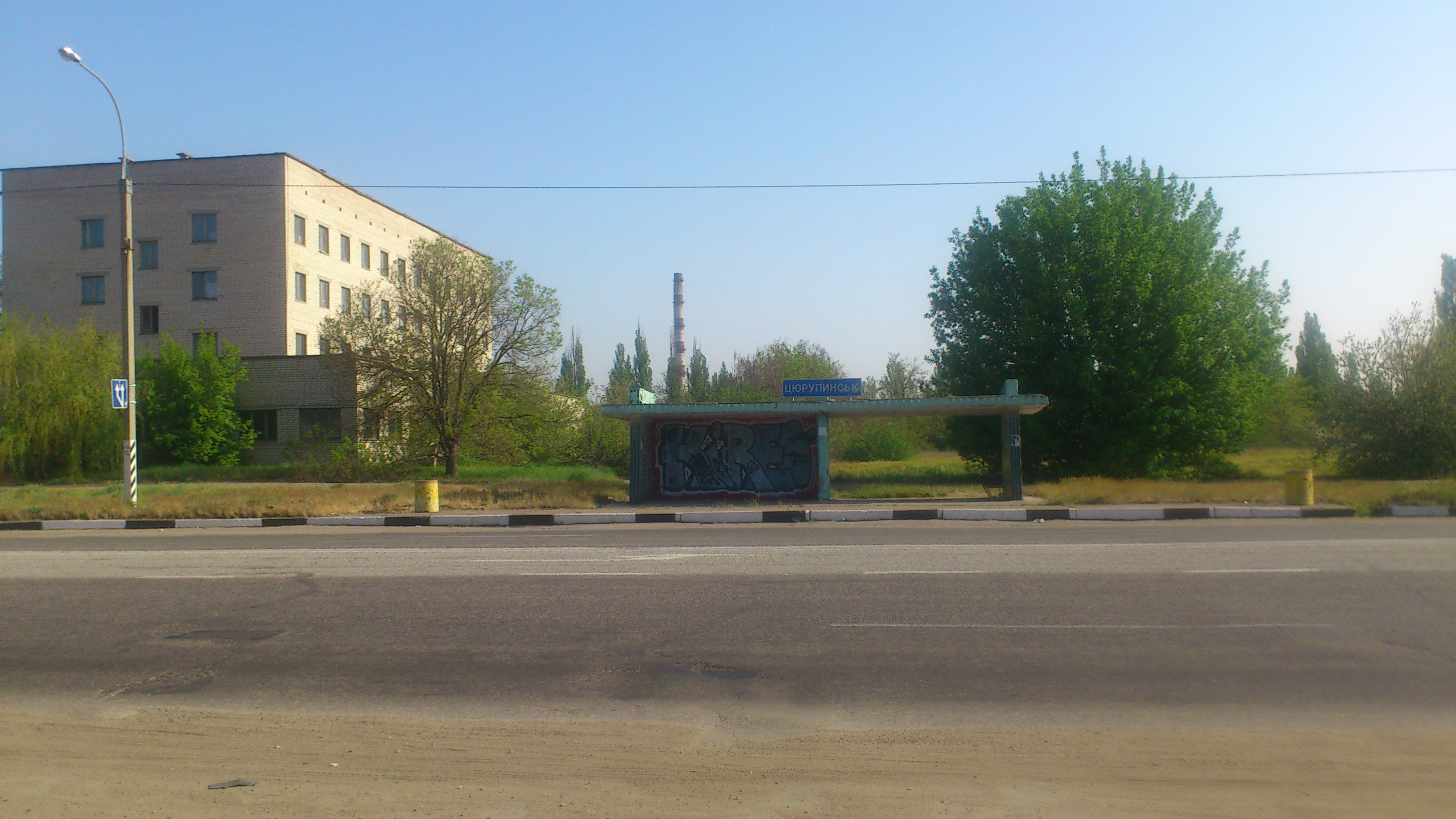
Autostrada M14 che passa per Olešky